# Dolichoderus glauerti
Dolichoderus glauerti är en myrart som beskrevs av Wheeler 1934. Dolichoderus glauerti ingår i släktet Dolichoderus och familjen myror. Inga underarter finns listade i Catalogue of Life.